# Pietro Filipi
Pietro Filipi je česká oděvní značka založená v roce 1993. Nabízela dámské a pánské módní kolekce, které navrhoval a vytvářel tým českých i zahraničních módních návrhářů. Oblečení a doplňky byly vyráběny v limitovaném množství od 30 do 700 kusů, a to převážně (z cca 80 %) v České republice a na Slovensku. Od února 2021 je společnost v úpadku.

## Historie
Značku Pietro Filipi založil v roce 1993 Petr Hendrych. V té době se mu narodil syn Filip a kombinací křestních jmen vznikl název. První vlastní prodejní pobočku Pietro Filipi otevřelo v roce 2001 v OC Nový Smíchov. Do té doby značka své modely pouze dodávala do multibrandových obchodů s oblečením. Z původní kočárkárny v Nuslích a pár zaměstnanců se firma rozrostla až do pozdější podoby, kdy měla čtyřicet poboček v šesti zemích světa.[kdy?] Vlajkovou prodejnou se staly prostory na pražské Národní třídě, které v roce 2010 prošly rekonstrukcí ve spolupráci s architekty ze studia Olgoj Chorchoj.
V listopadu 2017 koupil firmu Pietro Filipi investor Michal Mička, který v předchozích letech investoval do řady českých firem, jako je taxislužba Liftago nebo výrobce kol Favorit, a také vybudoval vlastní investiční společnost C2H. V roce 2018 koupil i tradiční českou značku Kara Trutnov zaměřenou na koženou a kožešinovou konfekci. V Pietro Filipi začal působit na pozici výkonného ředitele a aktivně se podílet také na tvorbě pánské kolekce. V té době měla společnost desítky poboček i v zahraničí (mimo jiné v Litvě a Lotyšsku) a usilovala o další expanzi.
V červenci 2020 se jako vůbec první značka na českém trhu Pietro Filipi rozhodla zrušit slevy a přidat se tak k udržitelnému hnutí. V prosinci téhož roku skupina C2H oznámila, že Pietro Filipi kvůli koronavirové krizi a nahromaděným dluhům hrozí insolvence. V lednu 2021 společnost propustila své zaměstnance, v únoru 2021 na sebe společnost podala insolvenční návrh. Podle návrhu společnost eviduje závazky za více než 170 věřiteli ve výši přes 400 mil. Kč, když téměř třetina závazků je po splatnosti. Soud následně zjistil úpadek a jmenoval insolvenčního správce. V dubnu 2022 půjdou do dražby ochranné známky společnosti. V roce 2024 společnost koupila firma DaniDarx.

## Návrháři Pietro Filipi
- Martha Bryxi – do Pietro Filipi nastoupila jako čerstvá absolventka Vyšší odborné školy oděvního návrhářství a ve firmě pracuje již více než 19 let.[kdy?] Během svého působení zde navrhovala nejprve pánské kolekce, ale od roku 2006 se věnovala výhradně dámskému oblečení.
- Ana Margarida Dias Machado – pochází z Portugalska, kde vystudovala módní design. Momentálně[kdy?] žije a pracuje v České republice. Pro Pietro Filipi navrhuje dámské kolekce, v minimalistickém stylu se zaměřením na detaily.
- Monika Drápalová – založila také vlastní značku Modrá, kterou prezentovala v showroomech a na přehlídkách v Paříži, New Yorku i Šanghaji. V průběhu své kariéry působila jako módní ředitelka značky Korloff Couture a v současné době[kdy?] vyučuje na Střední průmyslové škole oděvní v Praze. V letech 2008 a 2013 získala cenu Czech Grand Design v kategorii Oděvní designér roku a v roce 2013 se stala Grand designérkou roku. Pro Pietro Filipi navrhuje dámské kolekce se zaměřením na funkční materiály a nekonvenční střihy.
- Filip Hieke – do Pietro Filipi nastoupil hned po studiu na Vysoké škole uměleckoprůmyslové v Praze. V průběhu studia strávil jeden semestr v Itálii, na vysoké škole Politecnico di Milano, kde se věnoval módnímu designu. Pro Pietro Filipi navrhuje pánské kolekce.

- Vladimír Staněk – působil jako návrhář pánských kolekcí pro Pietro Filipi. Vystudoval módní tvorbu na Akademii výtvarných umění a během studií absolvoval stáže na Rhode Island School of Design a University of the Arts London. V roce 2015 byl zařazen do žebříčku Forbes „30 pod 30“ za své působení v oblasti módy a designu.[10]

Kromě stálého týmu návrhářů Pietro Filipi také spolupracovala s uznávanými osobnostmi z módního světa. Limitované kolekce navrhli například topmodelka Simona Krainová (Pietro Filipi X SK), herečka Aňa Geislerová (Aňa for pietro with love, I'm leaving with love), Ivana Mentlova a kolekci Silverline nebo módní návrhář Jakub Polanka.